# Listă de orașe din statul Arizona

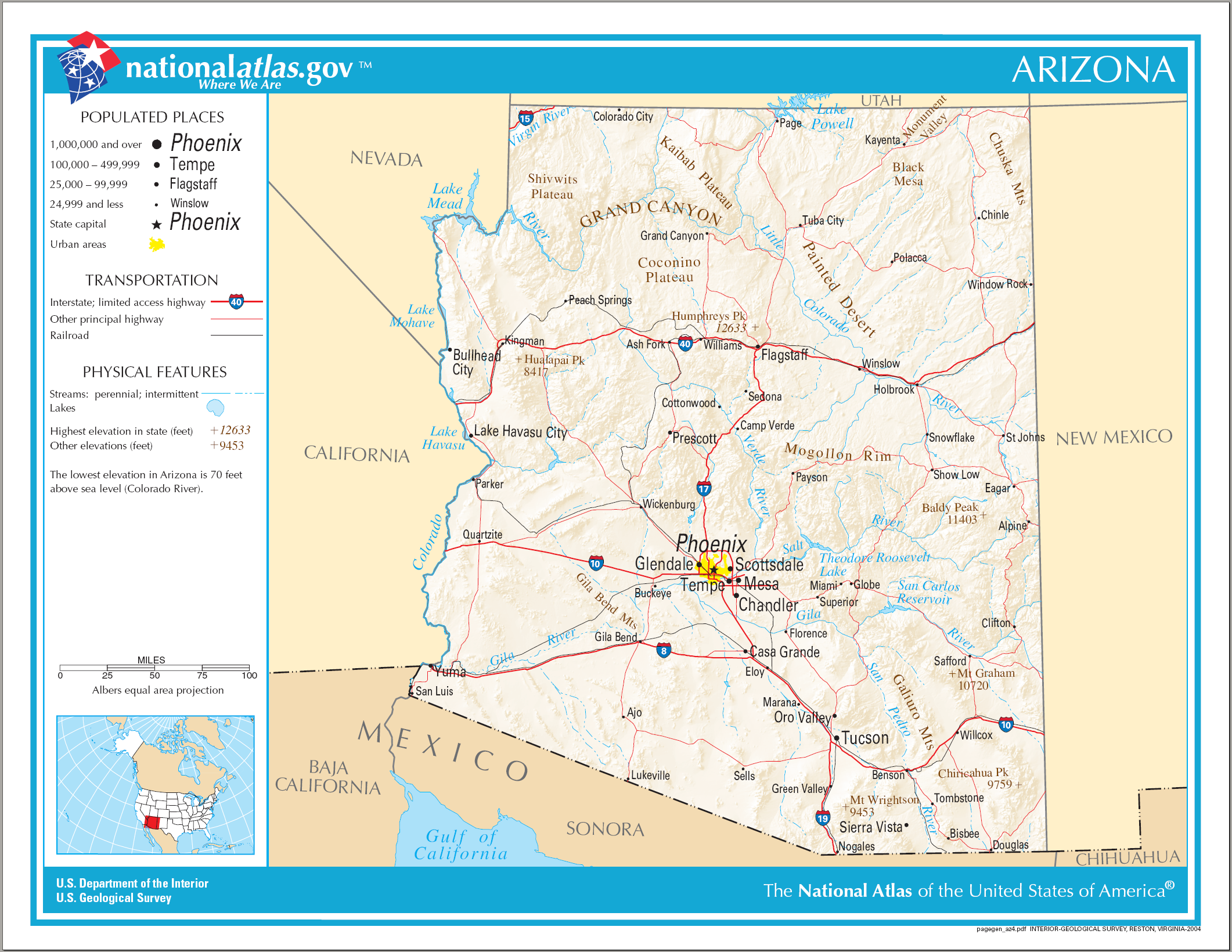
Harta Arizonei

Această pagină este o listă a localităților urbane din statul Arizona.
Vedeți listele tuturor tipurilor de așezări din Arizona:
- Listă de orașe din Arizona
- Listă de târguri din statul Arizona
- Listă de comunități desemnate pentru recensământ din Arizona
- Listă de localități neîncorporate din statul Arizona
- Listă de sate tradiționale din statul Arizona
- Listă de rezervații amerindiene din statul Arizona
- Listă de comunități dispărute din statul Arizona

## Cele mai mari orașe
Phoenix, cel mai mare oraș al statului, centrul zonei metropolitane Phoenix, este și capitala Arizonei. Zona metropolitană Phoenix include 21 de municipalități distincte dintre care Mesa, Glendale, Peoria, Chandler, Sun City, Sun City West, Fountain Hills, Surprise, Gilbert, El Mirage, Avondale, Tempe și Scottsdale sunt cele mai mari orașe, adunând împreună o populație de peste 4 milioane locuitori. 
Tucson, sediu al cunoscutei University of Arizona, este cel de-al doilea oraș ca populație, care se găsește la circa 180 de km sud-vest (sau 110 mile) de zona metropolitană Phoenix. Zona metropolitană a orașului Tucson are o populație rapid crescătoare care se apropie de 1 milion de oameni. Alte două orașe importante ale Arizonei sunt Flagstaff, sediu al Northern Arizona University, care se găsește în zona central-nordică a statului și Yuma, care se găsește în colțul sud-vestic al statului, vecin statului California. 
Fiecare din orașele scrise cu litere îngroșate are o populație de peste 100.000 de locuitori. 

## Orașele statuluiArizona

#### A, B
- Apache Junction
- Avondale
- Benson
- Bisbee
- Buckeye
- Bullhead City

#### C
- Camp Verde
- Casa Grande
- Casas Adobes
- Catalina Foothills
- Chandler
- Chinle
- Coolidge
- Colorado City
- Cottonwood
- Cottonwood-Verde Village

#### D, E, F
- Douglas
- Drexel Heights
- Dudleyville
- Eloy
- Flagstaff
- Florence
- Flowing Wells
- Fortuna Foothills
- Fountain Hills

#### G, H, I, J
- Gilbert
- Glendale
- Globe
- Golden Valley
- Goodyear
- Green Valley
- Holbrook
- Jerome

#### K, L, M, N
- Kayenta
- Kingman
- Lake Havasu City
- Mammoth
- Marana
- Mesa
- Mohave Valley
- New Kingman-Butler
- New River
- Nogales

#### O, P, Q, R
- Oro Valley
- Page
- Paradise Valley
- Payson
- Peoria
- Phoenix
- Prescott Valley
- Prescott
- Queen Creek

#### S
- Safford
- San Luis
- Scottsdale
- Sedona
- Sierra Vista Southeast
- Sierra Vista
- Show Low
- Snowflake
- Sonoita
- Sun City West
- Sun City
- Sun Lakes
- Superior
- Surprise

#### T, U, V, W, X, Y, Z
- Tanque Verde
- Tempe
- Tuba City
- Tucson
- Wickenburg
- Window Rock
- Wikieup
- Yuma
- Youngtown